# 邓忠 (1968年)
邓忠（1968年9月—），男，汉族，广东梅州人，中华人民共和国政治人物。复旦大学国际政治系国际政治专业。曾任三沙市市长。

## 生平
1991年7月毕业后进入海南省人民政府工作。1993年11月加入中国共产党。历任省人民政府办公厅第二秘书处科员、机关团委副书记、副主任科员、主任科员、秘书处副处长、总值班室助理调研员、总值班室正处级秘书（其间：2001年9月至2003年12月在中共海南省委党校民商法专业学习）。2006年8月，任中共三亚市委副秘书长（正处级）。2007年3月，任三亚市发展和改革局局长、党组书记（2009年12月改组为三亚市发展和改革委员会，2011年起兼任三亚市海棠湾工委副书记、管委会主任，其间：2010年5月至2012年10月在长江商学院高级管理人员工商管理硕士研究生学习）。2012年1月，任三亚市人民政府副市长。2016年11月，任中共三亚市委常委、秘书长。
2019年1月，任中共三沙市委副书记。2019年12月，兼任中共三沙市委宣传部部长、政法委书记，提名为三沙市人民政府市长候选人。2023年12月，出任海南国防科技工业办公室主任。2024年1月，不再担任三沙市市长。